# Kamienica Juliusa Greya w Bydgoszczy
Kamienica Juliusa Greya w Bydgoszczy – kamienica położona w Bydgoszczy przy ul. Gdańskiej 35.

## Położenie
Budynek stoi w zachodniej pierzei ul. Gdańskiej, między ul. Dworcową a Śniadeckich.

## Charakterystyka
Kamienicę wzniósł w 1887 roku mistrz budowlany Hermann Lewandowski na miejscu parterowego budynku z kawiarnią czynną od 1870 roku. Inwestorem był piekarz Juliusz Grey, który prowadził w nim zakład piekarski i cukierniczy. Serwowano tu pączki z nadzieniem malinowym, porzeczkowym, jabłkowym, brzoskwiniowym, śliwkowym i ananasowym.
Kamienicę przebudowano w 1909 roku według projektu Rudolfa Kerna. W rękach rodziny Greyów cukiernia pozostała do okresu międzywojennego. Po 1920 roku w parterze budynku nadal funkcjonowała cukiernia, która słynęła z jakości podawanych ciast. Po II wojnie światowej do 2003 roku mieściła się tutaj kawiarnia „Cristal” z secesyjnym wystrojem wnętrza.
Budynek wzniesiono w stylu eklektycznym z zastosowaniem form historyzujących.

## Galeria

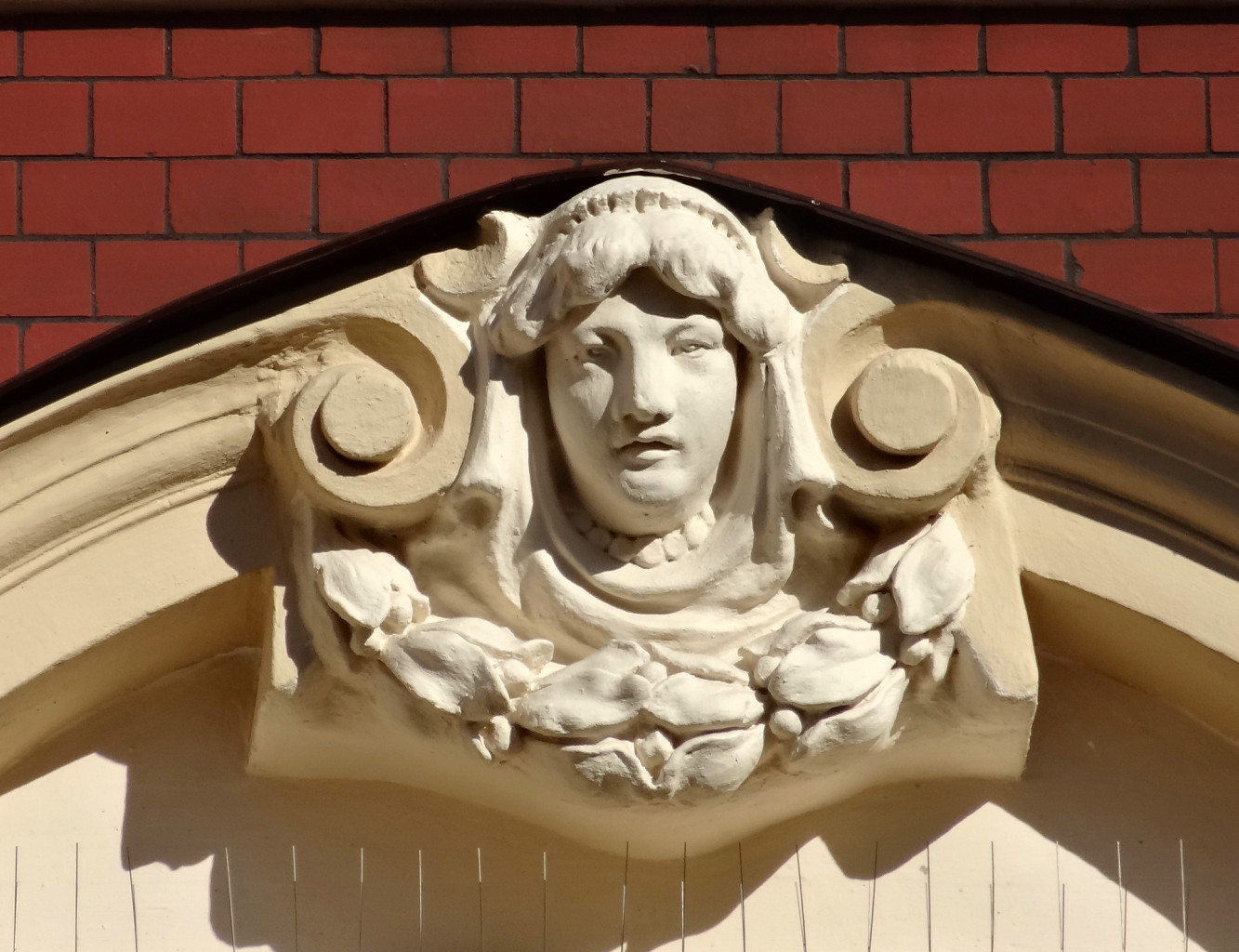
Głowa kobiety